# René Labouchère
René Labouchère (✰ Paris, 13 de fevereiro de 1890;  ✝ Local desconhecido, 1968) foi um aviador francês, pioneiro da aviação. 

## Histórico
René Labouchère era primo do célebre Hubert Latham que na primavera de 1909, em Châlons-en-Champagne, tornou-se a primeira pessoa a ser levada como passageiro num "prodigioso" voo de 200 metros a 5 ou 6 metros de altura. Ele era encarregado do desenvolvimento dos motores e dos aviões Antoinette, e acompanhava Latham em todas as atividades, tornou-se um piloto licenciado (com o Nº 86) em 10 de junho de 1910.

## Recordes
Na segunda semaine aéronautique de Champagne (em Reims, 1910), René Labouchère colocou seu nome na lista de recordes mundiais de distância e duração de voo, percorrendo 360 km em 4 horas e 37 minutos.